# Jüdischer Bolschewismus

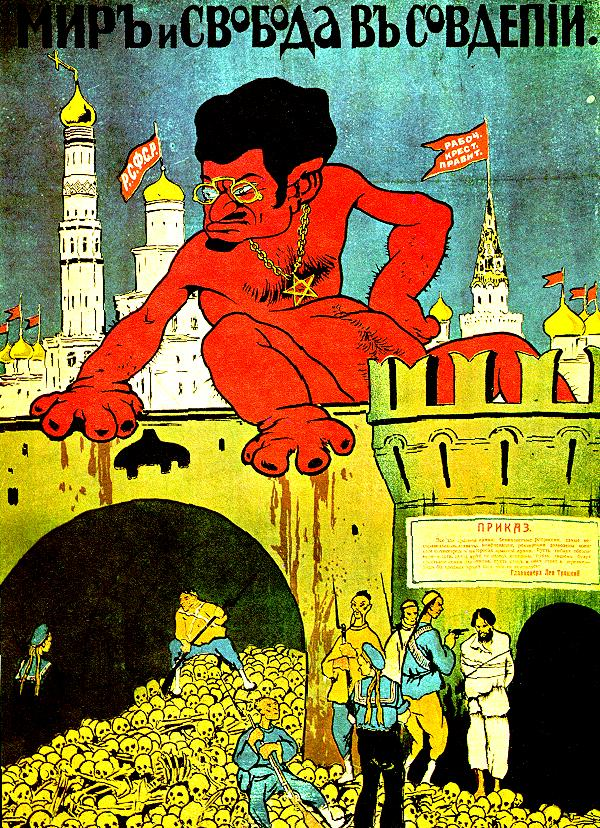
Propagandaplakat antisemitischer Gegenrevolutionäre der sogenannten Weißen Bewegung aus dem Jahr 1919: Leo Trotzki, Gründer und Oberbefehlshaber der Roten Armee als roter Teufel auf der Kreml-Mauer; unten sind chinesische Rotarmisten bei der Durchführung von Massenerschießungen dargestellt. Die Bildüberschrift lautet: „Friede und Freiheit im Sowjetland“.

Jüdischer Bolschewismus, Judeo-Bolschewismus oder Judäo-Bolschewismus ist ein von antisemitischen Antikommunisten häufig benutztes polemisches Schlagwort. Es wurde zuerst nach 1917 von gegen die Oktoberrevolution opponierenden Kreisen in Russland – vor allem im Kontext des bis 1920/21 andauernden dortigen Bürgerkriegs – verbreitet und war in der Nachwirkung des Ersten Weltkriegs auch im restlichen Europa und in Nordamerika in der entsprechenden Propaganda angewendet worden.
Die abwertend konnotierte Begriffskombination sollte den Eindruck einer pauschalen Identitätsgemeinschaft von Juden mit Kommunisten und insbesondere den Bolschewiki entstehen lassen. Große Bekanntheit erlangte sie vor allem durch Reden und Schriften in Deutschland während der Diktatur des Nationalsozialismus ab 1933 – insbesondere von Adolf Hitler und Heinrich Himmler – sowie durch Befehle der Generalität der Wehrmacht im Zweiten Weltkrieg, speziell zu dem als Vernichtungsfeldzug gegen die Sowjetunion geplanten und 1941 begonnenen Deutsch-Sowjetischen Krieg („Unternehmen Barbarossa“).

## Hintergrund
Die Verschwörungstheorie schien bis zu einem gewissen Grad plausibel, da es unter den Anführern der Bolschewiki viele Juden bzw. Menschen jüdischer Herkunft gab, so etwa Trotzki (eigentlich Lew Dawidowitsch Bronstein), Lew Borissowitsch Kamenew (eigentlich Leo Rosenfeld) oder Grigori Jakowlewitsch Sokolnikow (eigentlich Hirsch Jankelewitsch Brillant). Von 1919 bis 1921 lag der jüdische Anteil unter den Mitgliedern des Zentralkomitees der Kommunistischen Partei Russlands (Bolschewiki) konstant bei ungefähr einem Viertel. Ihr Anteil an der Gesamtbevölkerung betrug dagegen etwa 4 %. In Wahrheit unterstützte nur eine Minderheit der russischen Juden die Bolschewiki. Die Wahlen des Jahres 1917 zeigen, dass sie mehrheitlich für zionistische oder demokratische sozialistische Parteien stimmten wie die Menschewiki und die Sozialrevolutionäre. Der amerikanische Historiker Richard Pipes formuliert: „Während nicht wenige Kommunisten Juden waren, waren nur wenige Juden Kommunisten.“ Der Historiker Arno J. Mayer schätzt, dass Juden Mitte der 1930er Jahre in der sowjetischen Bürokratie und im Parteiapparat der KPdSU leicht überproportioniert waren; in der Roten Armee waren vier Prozent der Offiziere und acht Prozent der Politkommissare jüdischer Herkunft.
Der deutsche Historiker Gerd Koenen betont, dass es „einen ‚jüdischen Bolschewismus‘ als sozialkulturelles Phänomen […] natürlich gegeben“ habe. Dabei bezieht er sich auf den amerikanischen Historiker Yuri Slezkine, der von einem „großen Bündnis zwischen jüdischer Revolution und Kommunismus“ schreibt. 1917 seien Juden bei den Bolschewiki mit 5 % zwar weniger vertreten gewesen als bei den anderen sozialistischen Parteien, doch sei diese Zahl während des Bürgerkriegs nach oben geschnellt, nicht zuletzt wegen der klaren Positionierung der Partei gegen jeden Antisemitismus. Bereits 1918 hatte der Rat der Volkskommissare der RSFSR ein Dekret über die Ausrottung der antisemitischen Bewegung erlassen, das alle Agitatoren und Teilnehmer an Pogromen außerhalb des Gesetzes stellte. Erst nach Parteisäuberungen 1922 ging ihr Anteil wieder auf 5 % zurück. In absoluten Zahlen habe es nie mehr als 60.000 jüdische Kommunisten in Sowjetrussland gegeben, bei einem Parteikader von einer Million und einer Gesamtbevölkerung von 140 Millionen. Zudem hätten sich die kommunistischen Juden nicht mehr als Juden verstanden, sondern mit ihrem Parteieintritt gerade ihre Emanzipation vom eigenen Judentum angestrebt. Gleichwohl seien die sowjetischen Geheimdienste und die Intelligenzija lange jüdisch geprägt gewesen. Diese seien gegen andere Juden vorgegangen, etwa gegen jüdische Profiteure der NEP, gegen die Schtetl-Kultur und die jüdische Religion im Zuge der Zwangskollektivierung in der Sowjetunion ab 1929 sowie gegen jüdische Altbolschewiki in der Großen Säuberung der 1930er Jahre. Erst mit den antisemitischen Kampagnen der späten Stalin-Zeit habe das besondere Verhältnis zwischen sowjetischen Juden und ihrem Staat ein Ende gefunden.

## Vorgeschichte im revolutionären Russland
Dennoch setzten zahlreiche Gegner der Bolschewiki die Begriffe Jude und Bolschewik tendenziell gleich: Nach dem Juliaufstand 1917 veröffentlichte die Provisorische Regierung unter Alexander Fjodorowitsch Kerenski eine Liste mit Verhafteten, die großenteils deutsch oder jüdisch klingende Namen trugen: Dadurch sollte der Eindruck erweckt werden, die ganze Partei der Bolschewiki bestehe nur aus deutschen Juden. Es wurde auch gestreut, dass Lenin selbst in Wahrheit ein Jude mit Namen Zederblum wäre. Diese Legende war weit verbreitet, auch wenn sie sich letztlich nicht durchsetzen konnte. Nachdem die Bolschewiki in der Oktoberrevolution die Macht ergriffen hatten, wurde der Widerstand gegen sie zunehmend antisemitisch überformt. Dabei knüpften die Gegner an antijüdische Feindbilder der spätzaristischen Zeit an, wie sie in den Protokollen der Weisen von Zion ausgemalt wurden. In diesen Vorstellungen wurde eine kollektive Identität „der“ Juden konstruiert, in deren Interesse und von denen gesteuert die Bolschewiki handeln würden, um die christliche Zivilisation Russlands zu zerstören. Dabei würden sie sich eines Zangenangriffs bedienen, denn der westliche Kapitalismus, der dem sowjetischen Experiment in Wahrheit feindlich gegenüberstand, habe dasselbe Ziel und sei gleichfalls vom „Weltjudentum“ gesteuert.
Im Russischen Bürgerkrieg war die Idee, hinter den Sowjets würden in Wahrheit Juden stecken, unter den Anhängern der Weißen weit verbreitet. Sie warfen den Juden vor, die Ermordung der Zarenfamilie veranlasst zu haben und letztlich die Weltherrschaft anzustreben. Das war Motivation für zahlreiche Pogrome dieser Zeit, bei denen über 100.000 Juden ermordet wurden – wie der amerikanische Politologe Daniel Pipes schreibt, „wahrscheinlich die größte an Juden verübte Mordaktion vor dem Holocaust der Nazis“. Als die unterlegenen Gegner der Bolschewiki nach West- und Mitteleuropa ins Exil gingen, brachten sie ihr Feindbild von den „jüdischen Bolschewiken“ und vom „Judäo-Bolschewismus“ mit. Einer der wichtigsten Publizisten in diesem Prozess war der Deutsch-Balte Alfred Rosenberg, der später als Chefideologe der NSDAP hervortrat.

## Zwischenkriegszeit

### Angelsächsische Länder
Die These, der Bolschewismus sei wesenhaft eine Erfindung oder ein Werkzeug der Juden, war zu Beginn der 1920er Jahre auch in Großbritannien und den Vereinigten Staaten verbreitet. Der amerikanische Botschafter in Russland David Rowland Francis meldete im Januar 1918 nach Washington, die meisten Führer der Bolschewiki seien Juden. Auch der amerikanische Präsident Woodrow Wilson äußerte diesen Verdacht im Mai 1919 auf der Pariser Friedenskonferenz. Antisemiten in den Vereinigten Staaten und Großbritannien griffen das Thema auf und verschafften ihm erhebliche Publizität. Die britische Verschwörungstheoretikerin Nesta Webster reihte in ihrem 1920 erschienenen Buch The French Terror and Russian Bolshevism erstmals die angeblich jüdischen Bolschewiki in die Riege atheistischer Verschwörer von den Freimaurern über die Illuminaten bis zu den Jakobinern ein, denen sie bis dahin die Schuld an der Französischen Revolution gegeben hatte; in späteren Büchern baute sie ihre Theorie einer jüdischen Weltverschwörung noch aus, wobei sie betonte, dass sie sich dabei nicht auf die Protokolle der Weisen von Zion stützte, sondern auf die Erkenntnis, dass Judentum und Kommunismus ein und dasselbe seien. Da die Protokolle erstmals bereits 1902 erschienen waren, kam der Bolschewismus in der dort imaginierten Liste jüdischer Verbrechen nicht vor. 1922 veröffentlichte der Verlag der Britons, einer antisemitischen Gruppierung in Großbritannien, die Schrift The Jewish Bolshevism, die die jüdische Abkunft beziehungsweise die jüdischen Beziehungen der führenden Politiker der Sowjetunion nachzuweisen suchte. Das Vorwort stammte von Alfred Rosenberg. Ihr Vorsitzender Henry Hamilton Beamish erklärte bündig, Bolschewismus und Judaismus seien identisch.
Der amerikanische Autounternehmer Henry Ford verbreitete in seiner 1920 bis 1924 erschienenen Artikelserie Der internationale Jude die Verschwörungstheorien der Protokolle der Weisen von Zion, auf die er sich explizit berief. Außerdem behauptete er, der russische Bolschewismus und seine Ableger in den amerikanischen Gewerkschaften seien in ihrem Wesenskern jüdisch. Er spekulierte zum Beispiel über die Ähnlichkeit zwischen dem Davidstern und dem roten Stern der Sowjets oder versuchte nachzuweisen, in der russischen Revolution sei das jüdische Kapital von der Enteignung ausgenommen worden. Sowohl Heinrich Himmler als auch Baldur von Schirach bezeugten, die Schrift habe großen Einfluss auf sie ausgeübt.
Auch Winston Churchill glaubte vorübergehend an die These vom jüdischen Bolschewismus. In einem Zeitungsartikel Februar 1920 orakelte er über eine „weltweite Verschwörung für den Umsturz der Zivilisation“, die seit den Illuminaten des 18. Jahrhunderts „der Ursprung jeder subversiven Bewegung im 19. Jahrhundert“ gewesen sei; und nun habe sie die Macht in Russland ergriffen. In den Siegerstaaten des Ersten Weltkriegs blieb laut Robert Gerwarth die Verknüpfung von Bolschewismus und Judentum jedoch weitgehend gewaltfrei, im Gegensatz zu den Gebieten östlich der Elbe, wo sie zu Pogromen und Massenmorden führte.

### Frankreich, Italien und Spanien
Im spanischen Franquismus spielte der jüdische Bolschewismus wegen der geringen jüdischen Bevölkerung keine Rolle, sondern wurde in der weitverbreiteten Vorstellung von einer judäofreimaurerischen Verschwörung an die Freimaurerei gekoppelt. In Italien wurde die Präsenz von Juden im russischen Bolschewismus vor allem in La Civiltà Cattolica thematisiert, während sie in Frankreich ein Thema der gesamten rechten Presse war und am auffälligsten in den Äußerungen von Charles Maurras Gestalt annahm, der das „schreckliche Ungeziefer der Ostjuden“ in einigen Pariser Arrondissements meinte ausmachen zu können und in der Zeitung der Action française 1920 schrieb, dass sie „in Erwartung der Revolution Läuse, die Pest, den Typhus“ mitbrächten.

### Schweiz
In der Schweiz fand sich das Phantasma vom „Jüdischen Bolschewismus“ bereits kurz nach der Oktoberrevolution. Im diplomatischen und fremdenpolizeilichen Apparat sowie Teilen der bürgerlichen Presse wurden der Umsturz in Russland sowie die Revolutionen in Zentral- und Ostmitteleuropa 1918/19 als jüdisches Machwerk betrachtet. Bereits zwei Wochen nach der Oktoberrevolution behauptete etwa der katholisch-konservative Walliser Bote, in Russland stehe nun „der Jude Lenin“ an der Spitze. In der Folge wurden 1919 in mehreren „Russenzügen“ der Sympathie mit dem Bolschewismus verdächtige jüdische Russen ausgeschafft und Maßnahmen gegen die „ostjüdische“ Einwanderung ergriffen. Teile der konservativen Presse stellten ab 1920 die Protokolle der Weisen von Zion als authentisches Dokument dar und bezogen dieses auf den Bolschewismus.
Auch der Schweizer Landesstreik vom November 1918 wurde in „judeo-bolschewistische“ Verschwörungstheorien eingebaut. Dabei wurde etwa behauptet, der führende Schweizer Sozialdemokrat Robert Grimm habe von Lenin (zu dem er in Wirklichkeit ein sehr gespanntes Verhältnis hatte) persönlich Instruktionen für den Landesstreik als Anfang einer kommunistischen Revolution in der Schweiz erhalten, die ihrerseits Teil einer jüdisch-bolschewistischen Weltverschwörung gewesen wäre. Solche Legenden stützten sich wesentlich auf vom exilrussischen Schriftsteller und Übersetzer Serge Persky, der in Zusammenarbeit mit dem französischen Nachrichtendienst antibolschewistische Propaganda betrieb, gefälschte und im Frühjahr 1919 publizierte Dokumente. Demgemäss sei geplant gewesen, eine Sowjetschweiz unter Lenins jüdischem Vertrauensmann Karl Radek zu errichten. Eine grossangelegte Untersuchung der Bundesanwaltschaft ab November 1918 förderte keinerlei Belege für einen organisatorischen Zusammenhang zwischen Streikleitung und der ausgewiesenen Sowjetmission zu Tage und während des Landesstreikprozesses 1919 bezeichnete der Militärstaatsanwalt die Vorstellung, beim Streik habe „fremdes Geld“ eine Rolle gespielt, gar als „Legende“.
Dennoch war der Negativmythos vom Umsturzversuch in der bürgerlichen Historiographie und Publizistik bis in die 1960er-Jahre prägend und wurde als politische Waffe gegen links verwendet. Von großem Einfluss war die Broschüre Les troubles révolutionnaires en Suisse de 1916 à 1919, die der Militärpublizist Paul de Vallière 1926 veröffentlichte. De Vallière, später beim Armeepropagandadienst „Heer und Haus“ beschäftigt und 1945 wegen sexuellen Missbrauchs von Kindern dort entlassen, behauptete, der „revolutionäre Streik“ sei im September 1918 von zumeist jüdischen Bolschewisten „im Prinzip in Moskau beschlossen“ worden. Vor den Wahlen von 1928 publizierte der Katholisch-Konservative Josef Beck eine Kampfschrift mit dem Titel Wird der Sozi die Schweiz regieren?, in der er behauptete, jede Stimme für die Sozialdemokratie helfe dabei, „dass die Streikhäuptlinge von 1918 Bundesräte“ würden, und „die Schweiz ganz unter die geistige Führung der russischen Revolutionäre und Juden“ komme. 1938 stellte der Film Die Rote Pest, der von rechten Kreisen um Altbundesrat Jean-Marie Musy und den nachmaligen SS-Obersturmbannführer Franz Riedweg initiiert und in einem Studio in Nazi-Deutschland produziert worden war, den Landesstreik zusammen mit Unruhen und Konflikten in aller Welt als Teil einer jüdisch-bolschewistisch-intellektualistischen Verschwörung dar. Und noch 1960 repetierte Roger Masson, ehemaliger Chef des Nachrichtendienstes und ETH-Dozent für Militärwissenschaften, in einem Artikel die „judeo-bolschewistische“ Umsturzlegende über den Landesstreik.

### Weimarer Republik
Den nachhaltigsten Erfolg hatte der Mythos vom Judäo-Bolschewismus in Deutschland. In der Weimarer Republik traten alle Parteien mit Ausnahme der Kommunisten antibolschewistisch auf. In rechtsnationalen Kreisen wie beispielsweise der völkischen Bewegung wurde das Engagement von Juden in linken Parteien und Organisationen herausgestellt. Diese Kreise verunglimpften die Republik insgesamt als „Judenrepublik“.
Auch mit Blick auf Österreich und Ungarn stellte man das Wirken von Juden in kommunistischen Parteien heraus: Der ungarische Revolutionär Béla Kun, der Präsident des Freistaat Bayern, Kurt Eisner, und die Mitbegründerin der Kommunistischen Partei Deutschlands, Rosa Luxemburg waren jüdischer Abstammung. Das Judentum wurde dabei als Rasse angesehen, über die jeweilige Staatsangehörigkeit oder den unter den Kommunisten verbreiteten Atheismus sah man dabei konsequent hinweg.
Der Verdacht, dass der Bolschewismus jüdischen Ursprungs sei, wurde in ganz Westeuropa und in den Vereinigten Staaten nach dem Ersten Weltkrieg zu einem „Gemeinplatz der konservativen Kultur“ und zu einem festen Topos liberaler und nationalistischer Eliten. Antikommunistische und traditionelle antislawische Ressentiments vermischten sich so mit überkommenen antisemitischen Vorurteilen:

„Immer wieder wurde den Juden ein Strick daraus gedreht, dass sie angeblich zu den Wortführern des sozialen und politischen Radikalismus gehörten und in ihrer nationalen Loyalität schwankten.“

### Nationalsozialismus

#### Entwicklung vor 1933
Die Zeit nach dem Ersten Weltkrieg war in München, der Geburtsstätte des Nationalsozialismus, geprägt durch die Radikalisierung der Revolution, die schließlich im April 1919 zur Ausrufung der Münchener Räterepublik führte. Die Führer der revolutionären Organisationen, die 1918/19 zeitweise die politische
Macht übernahmen, waren in München überwiegend Juden oder jüdischer Herkunft. Das galt nicht nur für den ersten Ministerpräsidenten des Freistaates Bayern, den USPD-Politiker Kurt Eisner, sondern auch für die wichtigsten Köpfe der Räterepublik,
die anarchistischen Schriftsteller Gustav Landauer und Erich Mühsam, den bayerischen USPD-Vorsitzenden Ernst Toller oder den KPD-Führer Eugen Leviné. Die meisten Münchener Juden sympathisierten zwar weder mit dem Sozialismus noch mit dem Kommunismus. Dennoch kursierte die Vorstellung, das Judentum sei für die Revolution verantwortlich, damals nicht nur in völkischen Randgruppen, sondern in großen Teilen der Münchener Bevölkerung. Mitunter verband sich damit auch die Behauptung, die jüdischen Revolutionäre seien schuld an der deutschen Niederlage im Ersten Weltkrieg.
Auch für die 1920 in München gegründete NSDAP wurde das Feindbild des Jüdischen Kommunismus Teil ihrer politischen Identität. Adolf Hitler vertrat seit dem Beginn seiner politischen Tätigkeit klare antisemitische Positionen. Ab wann er seinen Judenhass mit seinem gleichfalls früh nachweisbaren Antibolschewismus verknüpfte, ist in der Forschung umstritten. Frühestes Zeugnis ist die 1923 entstandene Schrift des Chefredakteurs des Völkischen Beobachters Dietrich Eckart Der Bolschewismus von Moses bis Lenin. Zwiegespräche zwischen Adolf Hitler und mir. Darin werden Hitler Verschwörungstheorien in den Mund gelegt, wonach sich die verderbliche Spur des mit dem Judentum identifizierten Bolschewismus seit mehreren Tausend Jahren durch die Geschichte ziehe. Daher heiße die Parole: „Kampf dem Marxismus sowie dem geistigen Träger dieser Weltpest und Seuche, dem Juden!“ Ob damit Hitlers originäre Ansichten wiedergegeben werden oder es sich um ein Phantasieprodukt Eckarts handelt, ist in der Forschung umstritten. Bis zum Erscheinen des zweiten Bandes von Mein Kampf, in dem Hitler seine Ideologie erstmals voll entfaltete, im Dezember 1926, waren in der NSDAP auch sowjetfreundliche und sozialistische Standpunkte zugelassen. Namentlich die Brüder Otto und Gregor Strasser sowie Joseph Goebbels rieten dazu, mit der Sowjetunion eine gemeinsame Front gegen die Westmächte zu bilden.
In Mein Kampf verband Hitler dagegen Judenhass und Feindschaft gegen die Sowjetunion: „Im russischen Bolschewismus haben wir den im zwanzigsten Jahrhundert unternommenen Versuch des Judentums zu erblicken, sich die Weltherrschaft anzueignen“, wobei es sich der unterschiedlichsten Mittel bediene: vom Dolchstoß in den Rücken des deutschen Heeres über freie Presse und Finanzkapitalismus, bis hin zur Förderung der Prostitution und der Syphilis. Die Gefahr sei wahrhaft apokalyptisch:

„Siegt der Jude mit Hilfe seines marxistischen Glaubensbekenntnisses über die Völker dieser Welt, dann wird seine Krone der Totentanz der Menschheit sein, dann wird dieser Planet wie einst vor Jahrmillionen menschenleer durch den Äther ziehen.“

Als Ziele des Nationalsozialismus nannte Hitler zum einen, diese jüdische Weltverschwörung zu stoppen, zum anderen für das deutsche Volk Lebensraum im Osten zu erobern. Im Ideologem des jüdischen Bolschewismus konnte er diese beiden Ziele verbinden:

„Wenn wir aber heute in Europa von neuem Grund und Boden reden, können wir in erster Linie nur an Rußland und die ihm untertanen Randstaaten denken. Das Schicksal selbst scheint uns hier einen Fingerzeig geben zu wollen. Indem es Rußland dem Bolschewismus überantwortete, raubte es dem russischen Volk jene Intelligenz, die bisher dessen staatlichen Bestand herbeiführte und garantierte.“

Ähnlich argumentierte Alfred Rosenberg in seinem 1930 erschienenen Buch Der Mythus des 20. Jahrhunderts: Ziel sei es, dass Russland wieder „arisch“ dominiert werde. Alle großen Dinge in der russischen Geschichte seien von Deutschen oder Menschen deutschen Blutes vollbracht worden, doch in der Revolution von 1917 sei dieses Element unterlegen:

„Das nordisch-russische Blut gab den Kampf auf, das ostisch-mongolische schlug mächtig empor, berief Chinesen und Wüstenvölker; Juden, Armenier drängten sich an die Führung und der Kalmücko-Tatare Lenin wurde Herr. Die Dämonie dieses Blutes richtete sich instinktiv gegen alles, was noch äußerlich als aufrecht wirkte, männlich nordisch aussah, gleichsam lebendiger Vorwurf war gegen einen Menschen, den Lothrop Stoddard als „Untermenschen“ bezeichnete.“

Im Wahlkampf November 1932 behauptete ein NSDAP-Plakat: „Der Marxismus ist der Schutzengel des Kapitalismus“. Dieser war mit deutlich jüdischen Zügen dargestellt. Damit wurden beide Systeme als zwei Seiten derselben Medaille dargestellt, die verschwörungstheoretisch als jüdisch gesteuert gedeutet wurden.

#### Deutsches Reich nach 1933
In ähnlicher Weise bezeichnete der Reichsführer SS Heinrich Himmler in einer Rede vor dem Reichsbauerntag 1935 den Bolschewismus als den „von Juden organisierten und angeführten Kampf des Untermenschen“. Die SS nannte er ein Jahr später eine „antibolschewistische Kampforganisation“. Auch in einigen nationalsozialistischen Propagandafilmen wurde das Thema des jüdischen Bolschewismus entfaltet. Im Kompilationsfilm Der ewige Jude aus dem Jahr 1940 wird das Thema einer vermeintlichen jüdischen Weltverschwörung umfassend dargestellt, von den „jüdischen Plutokraten der Wall Street“ und dem jüdischen Marxismus über die „Judenrepublik“ von Weimar bis zu den angeblich jüdischen Kommissaren in der sowjetischen Staatspolizei. Blieb dieser Zusammenhang angesichts des Freundschaftsvertrags mit der Sowjetunion noch ein Randthema, so rückte er im antisowjetischen Propagandafilm G.P.U. aus dem Jahr 1942 deutlich in den Vordergrund: Hier wurden die Schergen des sowjetischen Geheimdienstes durchweg mit Schauspielern besetzt, deren Aussehen dem von den Nationalsozialisten gezeichneten physischen Bild „des Juden“ entsprach. Dabei wusste die NS-Propaganda durchaus publikumsgerecht zu agieren: Während Der Stürmer das Narrativ vom angeblich jüdischen Bolschewismus in kruder, teils pornographischer Form verbreitete, schlugen Organe wie Das Schwarze Korps dabei einen elaborierten Ton an, auch wenn die Verschwörungstheorie in beiden Fällen dieselbe war.
Einen Höhepunkt der Propaganda gegen den jüdischen Bolschewismus stellte der Nürnberger Reichsparteitag von 1936 dar, bei dem die Kommunistische Internationale als „Zentralagentur des Weltbolschewismus“ die Projektionsfläche bildete. Die Redner – neben Hitler und Rosenberg auch Rudolf Heß und Joseph Goebbels – behaupteten, 98 Prozent der politischen und wirtschaftlichen Leitungskader in der Sowjetunion wären Juden. „Nicht die Diktatur des Proletariats besteht heute in der Sowjetunion, sondern Diktatur des Judentums über die gesamte Bevölkerung.“

#### Vernichtungskrieg
Deutsch-Sowjetischer Krieg

Von allen Verschwörungstheorien, die die Nationalsozialisten vertraten, war die vom Jüdischen Bolschewismus die mörderischste. Am 30. März 1941 erläuterte Hitler vor Generälen der Wehrmacht, der bevorstehende Krieg gegen die Sowjetunion werde ein Vernichtungskrieg. Den Bolschewismus bezeichnete er als „asoziales Verbrechertum“ und eine „ungeheure Gefahr für die Zukunft“. Ziel des Krieges sei die „Vernichtung der bolschewistischen Kommissare und der kommunistischen Intelligenz“. Das konnte als Anweisung zum Völkermord an den Juden verstanden werden, denn, wie der Berliner Historiker Wolfgang Wippermann zeigt, sowohl Kommissar als auch Intelligenz waren im verschwörungsideologischen Diskurs der Nationalsozialisten als „jüdisch“ konnotiert: Bereits am 3. März 1941 hatte Hitler gegenüber General Alfred Jodl erklärt: „Die jüdisch-bolschewistische Intelligenz als bisheriger Unterdrücker muss beseitigt werden.“

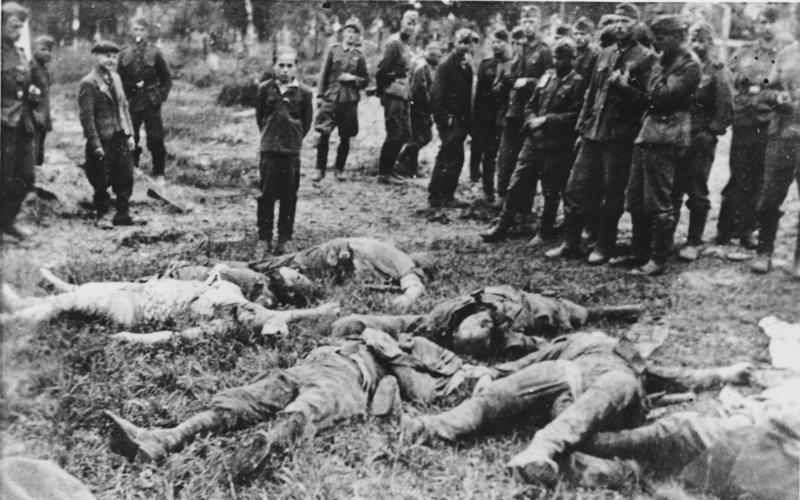
Durch deutsche Besatzer ermordete Familie, 5. Juli 1941 in Slorow, Ukraine

Die Ermordung der „jüdisch-bolschewistischen Intelligenzschicht“ war der ausdrückliche Auftrag der Einsatzgruppen der Sicherheitspolizei und des SD, die im Mai 1941 aufgestellt worden waren. Am 17. Juni 1941 hielt Reinhard Heydrich eine Ansprache vor Einsatzgruppenleitern:

„Er betonte, daß in dem kommenden Kampf nicht nur Volk gegen Volk, sondern zum ersten Mal
Weltanschauung gegen Weltanschauung ringe […], daß der Bolschewismus vor keiner Art Krieg zurückschrecken werden und daß in diesem Kampf das Judentum entschlossen mit antrete. In diesem Kampf gehe es Härte gegen Härte.“

Nachdem ihr Auftrag im Spätsommer 1941 auf alle Juden ausgedehnt worden war, ermordeten die Einsatzgruppen im rückwärtigen Heeresgebiet über 500.000 Männer, Frauen und Kinder. Parallel ermordeten Rumänen in Jassy (Provinz Moldau) und entlang der rumänisch-sowjetischen Front massenhaft Juden als angeblich „Fünfte Kolonne“ der Roten Armee. Baltische und ukrainische Freischärlergruppen ermordeten nach dem Einmarsch der Wehrmacht 1941 in den Ghettos Kaunas, Vilnius, Riga und Lemberg die dort festgehaltenen Juden unter den Augen und mit Billigung der Deutschen. Sie wollten sich an den Juden rächen, weil sie sie für die Profiteure und Hauptträger der Sowjetisierung dieser Gebiete hielten, die nach dem deutsch-sowjetischen-Nichtangriffspakt 1939 von der Sowjetunion annektiert worden waren. Tatsächlich hatten viele Juden den Einmarsch der Roten Armee in Ostpolen zunächst begrüßt. Unter dem mit der Sowjetisierung der annektierten Gebiete verbundenen Terror litten sie dann aber genauso wie die Volksgruppen der Polen und Ukrainer: 30 Prozent der 1940 aus Ostpolen deportierten Personen waren Juden. Einige Juden hatten daher sogar versucht, aus dem sowjetischen Herrschaftsbereich in das deutsch besetzte Generalgouvernement zu fliehen.
„Unternehmen Barbarossa“

Das Verständnis des Unternehmens Barbarossa als Vernichtungskrieg gegen den jüdischen Bolschewismus einte die nationalsozialistische Führung und die Generalität der Wehrmacht. In den verbrecherischen Befehlen der Wehrmachtführung ist es wiederholt nachweisbar: Im Kriegsgerichtsbarkeitserlass vom 13. Mai 1941 wurden Gewalttaten gegen Zivilpersonen im Kriegsgebiet weitgehend straflos gestellt und als Begründung auf die Rachegedanken und Leiderfahrungen verwiesen, die dem deutschen Volk durch „bolschewistischen Einfluss“ zugefügt worden seien; ausdrücklich wurden die Soldaten der Wehrmacht vor Elementen aus der Zivilbevölkerung gewarnt, den „Trägern der jüdisch-bolschewistischen Weltanschauung“. Der Kommissarbefehl vom 6. Juni 1941 erlaubte der Truppe, Politkommissare der Roten Armee sofort zu erschießen, und verwies auf die „Richtlinien über das Verhalten der Truppe in Rußland“, nach der außer den Kommissaren auch alle Juden und die „asiatischen Soldaten“ der Roten Armee zu erschießen seien.
Die Generäle der Wehrmacht Wilhelm Keitel, Erich Hoepner, Walter von Reichenau und Erich von Manstein waren die eifrigsten Befürworter des Kampfes gegen „moskowitisch-asiatische Überschwemmung“ und den „jüdischen Bolschewismus“ (so Höpner am 4. Mai 1941). Keitel forderte am 22. September 1941 in einem Befehl von den Wehrmachtsoldaten:

„Der Kampf gegen den Bolschewismus verlangt ein rücksichtsloses und energisches Durchgreifen vor allem auch gegen die Juden, die Hauptträger des Bolschewismus.“

Reichenau verlangte von seinen Soldaten in einem berühmt gewordenen Befehl vom 10. Oktober 1941: „die völlige Vernichtung der bolschewistischen Irrlehre, des Sowjet-Staates und seiner Wehrmacht“ sowie „die erbarmungslose Ausrottung artfremder Heimtücke und Grausamkeit und damit die Sicherung des Lebens der deutschen Wehrmacht in Rußland“. Dies sei der einzige Weg, „das deutsche Volk von der asiatisch-jüdischen Gefahr ein für allemal zu befreien“.
Die gesamte nationalsozialistische Volkstumspolitik war auf die Errichtung des „Großgermanischen Reichs deutscher Nation“ eingestellt. Nach der Niederlage in der Schlacht von Stalingrad trat jedoch nach den Sprachregelungen von Joseph Goebbels propagandistisch gesteigert eine antibolschewistische Kreuzzugsrhetorik in den Vordergrund. Slawen – wegen ihres Arbeitseinsatzes als Fremdarbeiter/Ostarbeiter für die nationalsozialistische Kriegswirtschaft gebraucht – sollten dabei öffentlich nicht mehr verunglimpft werden, wohingegen bei ihnen mehr als im übrigen Europa in der antibolschewistischen Propaganda weiter vor allem auf antisemitische Affekte zu setzen war. Auch über ihre geplante Umsiedlung, damit im Osten Raum für das deutsche Volk geschaffen würde, sollte geschwiegen werden. Hitlers rhetorische Ausfälle richteten sich ab 1943 zunehmend gegen das „Weltjudentum“, dessen Zentralen er in New York und Moskau, aber auch in London wähnte. Noch während der Schlacht um Berlin gab Hitler in seinem letzten Aufruf an die Wehrmachtssoldaten Durchhalteparolen gegen den „jüdisch-bolschewistischen Todfeind“ durch und betonte dabei gleichzeitig, dass es ihm immer um „die Sicherung des für die Zukunft unseres Volkes unentbehrlichen Lebensraumes im Osten“ gegangen sei.
Welche Rolle das Ideologem des Judäo-Bolschewismus im Vernichtungskrieg konkret spielte, wird unter Historikern heute unterschiedlich gewichtet. Arno J. Mayer stellte 1989 die These auf: „‚Unternehmen Barbarossa‘ war von Anfang an nicht nur als Blitzkrieg zur Zerschlagung der Roten Armee und zur Eroberung von Lebensraum im Osten gedacht und geplant, sondern auch als Kreuzzug zur Ausmerzung des 'jüdischen Bolschewismus'“. Rolf-Dieter Müller meint in seiner Gesamtdarstellung des Zweiten Weltkriegs hingegen, dass der Krieg gegen die Sowjetunion anfangs ein rein imperialistischer Krieg gewesen sei, dessen eigentliches Ziel die Eroberung von Lebensraum gewesen sei. Der Antikommunismus habe nur als zusätzliches Motivationsmoment und als nationalsozialistische Propaganda für die gleichfalls antikommunistisch eingestellten Staaten Westeuropas eine Rolle gespielt.

## Gegenwart
Die Frage, wie „jüdisch“ der Bolschewismus gewesen sei, wird seit den 1980er Jahren wieder diskutiert. Nach 1986 formulierte der Berliner Historiker Ernst Nolte in mehreren Veröffentlichungen seine Thesen, die den Historikerstreit ausgelöst hatten, aus und spitzte sie zu: Tatsächlich seien „auffallend viele Juden, die sich indessen meist nicht mehr als Juden betrachteten, an der russischen Revolution beteiligt“ gewesen. Die Massenverbrechen, die in dieser Revolution und in der aus ihr hervorgegangenen Sowjetunion verübt wurden, seien für Hitler und die Nationalsozialisten „Schreckbild und Vorbild“ gewesen (wobei Nolte darauf hinweist, dass ein Schreckbild im Unterschied zu einem Schreckgespenst einen realen Kern habe). Wenn Hitler also mit dem Holocaust nur auf die wahrgenommene jüdisch-bolschewistische Bedrohung reagiert habe, sei ihm „insoweit ein gewisses historisches Recht zuzuschreiben, als er sich dem umfassenden Anspruch der Sowjetunion mit großer, wenn auch vermutlich weit überschießender Energie widersetzte“. Diese Thesen wurden in der Geschichtswissenschaft weitgehend zurückgewiesen, die Historikerin Agnieszka Pufelska sieht in dieser Unterstellung einer jüdischen Mitverantwortung am Holocaust eine „antisemitische Entsorgung der deutschen Vergangenheit durch die Täter-Opfer-Umkehr“.
Der Bielefelder Historiker und Bibliothekar Johannes Rogalla von Bieberstein untersuchte „Mythos und Realität“ des jüdischen Bolschewismus in einem Buch, das 2002 in der neurechten Edition Antaios erschien. Er kommt zu dem Befund, dass sich unter den frühen Bolschewiki in Russland und den Trägern der ungarischen Räterepublik von 1919 überproportional viele Juden befanden. Dies lasse sich unter anderem mit dem sozialistischen Versprechen erklären, die gesellschaftlichen und damit auch religiösen Unterschiede abzuschaffen, aufgrund derer die Juden in diesen Ländern massiv diskriminiert wurden; zudem sei der jüdische Messianismus leicht anschlussfähig an die kommunistischen Versprechen einer Erlösung durch Weltrevolution. Aus diesem Grunde habe es bis in die 1920er Jahre hinein eine „jüdische Romanze mit dem Kommunismus“ gegeben, die „die materielle Voraussetzung für pauschale Diffamierungen und Verschwörungstheorien“ gebildet habe. Der CDU-Bundestagsabgeordnete Martin Hohmann nahm diese Argumentation 2003 in einer Rede zum Tag der Deutschen Einheit auf: Aufgrund ihres Engagements in der Führung der Bolschewiki und bei „Tscheka-Erschießungskommandos“ könne man die Juden „mit einiger Berechtigung als ,Tätervolk‘ bezeichnen“, ein Begriff, den er im weiteren Verlauf der Rede aber sowohl für die Juden als auch für die Deutschen zurückwies: Das wahre Tätervolk des 20. Jahrhunderts seien die „Gottlosen mit ihren gottlosen Ideologien“ gewesen. Diese Rede löste einen Skandal aus. Hohmann wurde vorgeworfen, er argumentiere antisemitisch und ziele darauf ab, Deutschland von der Verantwortung für seine nationalsozialistische Vergangenheit zu entlasten. Im November 2003 wurde Hohmann aus der CDU/CSU-Fraktion im Deutschen Bundestag ausgeschlossen, im Juli 2004 auch aus der CDU.
In den ehemaligen Ostblockstaaten taucht die These von den angeblich jüdischen Wurzeln des Kommunismus seit 1990 wieder auf. Rechte Publizisten setzen sie ein, um postkommunistische Regierungen zu delegitimieren, denen sie unterstellen, sie wären in Wahrheit immer noch Kommunisten, also Juden, und würden mithin nicht im nationalen Interesse handeln. Der Antisemitismus wird in dieser Argumentation zu einer patriotischen Widerstandspflicht.